# Carl d’Ester (Mediziner)

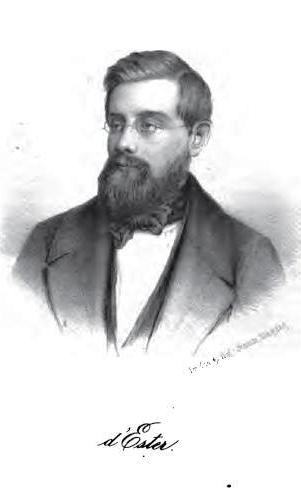
Carl d’Ester

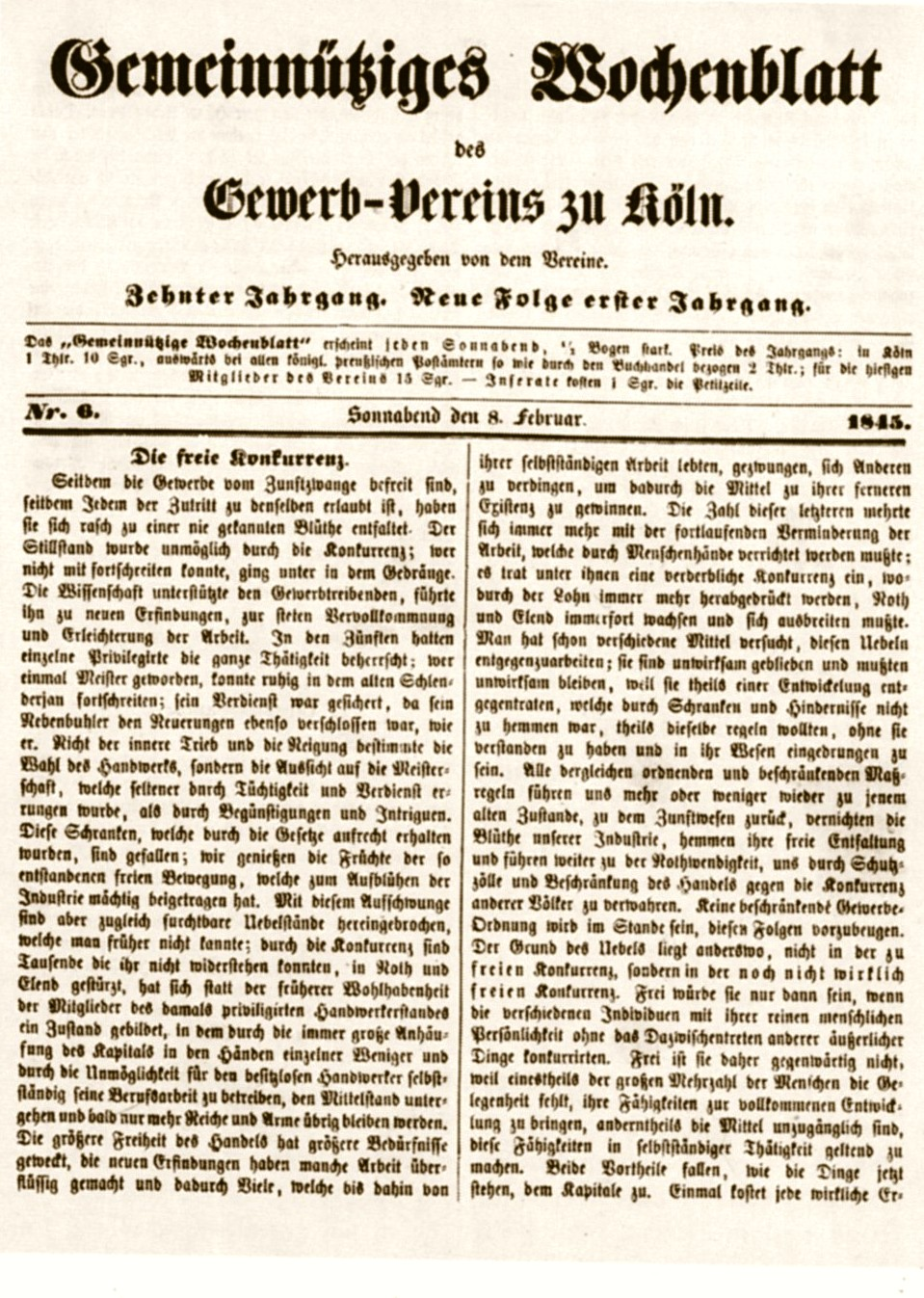
Gemeinnütziges Wochenblatt des Gewerbevereins zu Köln vom 8. Februar 1845

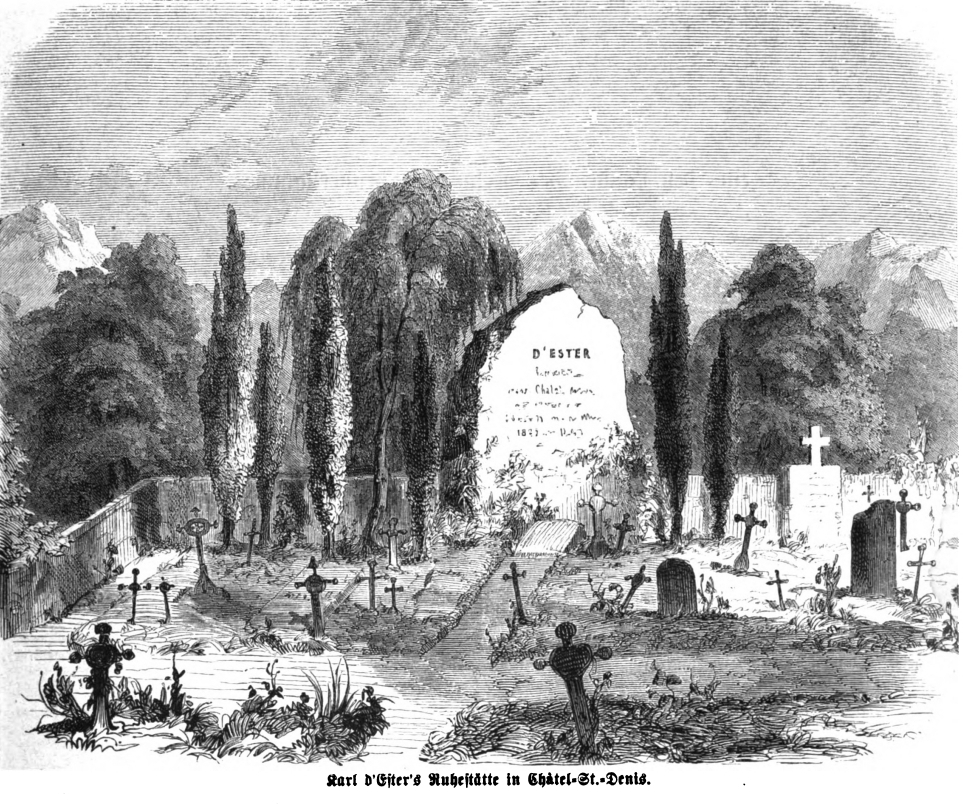
Carl d’Esters Grabstein in Châtel-Saint-Denis (1864)

Carl Ludwig Johann d’Ester (* 4. November 1813 in Vallendar bei Koblenz; † 18. Juni 1859 in Châtel-Saint-Denis) war ein deutscher Arzt, Publizist und radikaler Demokrat.

## Leben
Er war Sohn des Lederfabrikanten Theodor d’Ester und dessen Frau Therese (geb. Pidoll). D’Ester begann 1831 ein Studium der Medizin in Bonn und ging später nach Heidelberg. Das Studium schloss er 1835 mit einer Dissertation über Symptome bei Rückenmarkserkrankungen ab. Während seines Studiums war d’Ester ab 1831 Mitglied der Alten Bonner Burschenschaft Germania und wurde 1834 nach dem Frankfurter Wachensturm von der Bundeszentralbehörde verhört. Im Jahr 1838 wurde er Arzt und Geburtshelfer in Köln und heiratete ein Jahr später Elenore Koch. Durch die Heirat verbesserte sich seine finanzielle Situation merklich und erleichterte seine politische Tätigkeit.

## Politik im Vormärz
Seine Tätigkeit als Armenarzt führte dazu, dass für d’Ester anfangs die soziale Frage im Vordergrund seines politischen Handelns stand. So forderte er die Vereinigungsfreiheit der Arbeiter und Staatseingriffe bei Lohnfragen und schließlich die „Umgestaltung der bestehenden Arbeits- und Verkehrsverhältnisse.“
Erstmals öffentlich in Erscheinung trat er 1842, als er eine Petition an den rheinischen Provinziallandtag veröffentlichte und sich darin für den Erhalt der Irrenanstalt in Siegburg verwandte. Im selben Jahr beteiligte sich d’Ester als Aktionär an der Gründung der Rheinischen Zeitung. Kurz vor dem Verbot der Zeitung machte er den vergeblichen Vorschlag, mit dem noch vorhandenen Kapital in Baden ohne Gefahr durch die preußische Zensur ein neues Blatt zu gründen. Ebenfalls ab 1842 beteiligte sich d’Ester an dem so genannten „Montagskränzchen“ von Kölner politischen Oppositionellen. Zu den Teilnehmern gehörten unter anderem Gustav von Mevissen, Moses Hess und auch Karl Marx. In der Folge trat d’Ester dem kölnischen Gewerbeverein bei und wurde dort 1844 in den Vorstand und 1846/47 zum Sekretär gewählt. Ab 1845 war d’Ester außerdem Herausgeber des Gemeinnützigen Wochenblattes des Gewerbevereins zu Köln, das bis zu deren Verbot eine Beilage der Rheinischen Zeitung gewesen war.
Als sich auf Anregung des Centralverein für das Wohl der arbeitenden Klassen als Lokalorganisation 1844 der Allgemeine Hülfs- und Bildungsverein für Köln und Deutz bildete, war d’Ester maßgeblich an der Formulierung der Statuten beteiligt. Nachdem diese vom Oberpräsidenten nicht genehmigt wurden, gründete d’Ester zusammen mit Georg Gottlieb Jung den Verein zur Abhilfe der gegenwärtigen Not, der unter anderem Suppenküchen organisierte. Daneben war er Mitglied im Bund der Kommunisten, aber auch in der linksliberalen Gesellschaft Eintracht und sogar im Kölner Dombauverein. Als es im Jahr 1846 zu militärischen Übergriffen bei der Martinskirmes (Jahrmarkt) kam, gehörte d’Ester neben Franz Raveaux einer Kommission an, die die Vorfälle untersuchen sollte und die Ergebnisse an den König weiterleiten sollte. Nach der Veröffentlichung des kritischen Berichts war d’Ester politischen Repressalien ausgesetzt, die aber seine Popularität erhöhten und dazu führten, dass er in den Kölner Gemeinderat gewählt wurde (Oktober 1846–1848). Neben sozialen Forderungen sprach er sich in der Stadtverordnetenversammlung für das allgemeine Wahlrecht und die vollständige Gleichberechtigung der Juden aus. Mit der Trennung der vormärzlichen Opposition in Liberale und Demokraten gehörte d’Ester zu den Demokraten und bekannte sich zum Prinzip der Volkssouveränität und zur Republik.

## Tätigkeit während der Revolution von 1848/49
Zu Beginn der Revolution von 1848 beteiligte sich d’Ester an der Mitgründung der demokratischen Gesellschaft in Köln. Im Frühjahr 1848 bereitete er zusammen mit Fritz Anneke, Heinrich Bürgers, Roland Daniels und Moses Hess die Herausgabe der Neuen Rheinischen Zeitung vor. Allerdings machte er sich bei den Radikalen unbeliebt, als er bei den Unruhen am 3. März zur Mäßigung aufrief. Er gehörte dennoch zu einer Delegation, die König Friedrich Wilhelm IV. am 18. März die Petitionen der Kölner überreichte. Später war d’Ester Mitglied des Frankfurter Vorparlaments. Über eine Nachwahl in Mayen wurde er im Mai 1848 Mitglied der preußischen Nationalversammlung und gehörte der linken Fraktion an. Dort war er insbesondere an der Ausarbeitung einer neuen Gemeinde-, Kreis- und Bezirksordnung beteiligt. Scharfe Kritik übte er an der im Spätsommer 1848 allmählich einsetzenden Gegenrevolution in Preußen. So forderte er die Aufhebung des im September 1848 verhängten Belagerungszustandes über Köln und die Anklage gegen die zuständigen Generäle. Der konkreten politischen Agitation diente die Zeitung „Der demokratische Urwähler“, die d’Ester zusammen unter anderem mit Eduard von Reichenbach zwischen Dezember 1848 und 5. Februar 1849 herausbrachte. D’Ester nahm am demokratischen Gegenparlament und dem zweiten Demokratenkongress in Berlin teil. Aus Sorge vor politischer Verfolgung floh er nach der Aufhebung der preußischen Nationalversammlung zunächst nach Leipzig, wo er mit Michail Bakunin und Richard Wagner zusammentraf. Als Abgeordneter der zweiten Kammer des preußischen Landtages kehrte er Anfang 1849 nach Berlin zurück. Im Parlament polemisierte er scharf gegen die Einschränkungen der Vereinigungs- und Versammlungsfreiheit und verband dies mit allgemeiner Kritik am politischen System. „Wir wollen, indem wir diese Gesetze zurückweisen, nicht die gegenwärtigen Minister, sondern das ganze gegenwärtige System stürzen, wonach dann freilich auch die Anhänger des Systems, welche ich unter dem Ausdruck Junkertum begriff, keine Hoffnung mehr hätten, auf die Ministerbank zu kommen.“
Nach der Auflösung der Kammer wurde ein Haftbefehl über d’Ester verhängt und in Abwesenheit zum Tode verurteilt, dem er sich durch Flucht in die Pfalz entzog. Dort beteiligte er sich am Pfälzischen Aufstand und arbeitete in der provisorischen Regierung mit. Friedrich Engels äußerte sich in seinem Bericht über die Vorgänge in der Pfalz auch über d’Esters Wirken:

„Hinter der provisorischen Regierung stand d’Ester als eine Art geheimer Generalsekretär oder, wie Herr Brentano es nannte, als „rote Kamarilla, welche die gemäßigte Regierung von Kaiserslautern umgab“. Zu dieser „roten Kamarilla“ gehörten übrigens noch andre deutsche Demokraten, namentlich Dresdner Flüchtlinge. In d’Ester fanden die Pfälzer Regenten jenen administrativen Überblick, der ihnen abging, und zugleich einen revolutionären Verstand, der ihnen dadurch imponierte, daß er sich stets nur auf das Zunächstliegende, unleugbar Mögliche beschränkte und daher nie um Detailmaßregeln verlegen war. D’Ester erlangte hierdurch einen bedeutenden Einfluß und das unbedingte Vertrauen der Regierung. Wenn auch er zuweilen die Bewegung zu ernsthaft nahm und z. B. durch Einführung seiner für den Moment total unpassenden Gemeindeordnung etwas Wichtiges leisten zu können glaubte, so ist doch gewiß, daß d’Ester die provisorische Regierung zu allen einigermaßen energischen Schritten forttrieb und namentlich in Detailkonflikten stets passende Lösungen zur Hand hatte.“

Nach der Zerschlagung der provisorischen Regierung der Pfalz floh d’Ester in die Schweiz. In Châtel-Saint-Denis arbeitete er bis zu seinem Tod als Arzt und erwarb sich große Verdienste um die arme Bevölkerung.

## Werke
- De semilogia medullae spinalis, Diss. med. Bonn 1835
- Ein Wort über die öffentliche Irrenpflege im Allgemeinen und über die Irrenheilanstalt zu Siegburg in’s Besondere. Köln 1842
- Der Kampf der Demokratie und des Absolutismus in der Preußischen constuirenden Versammlung 1848. Mannheim 1849.